# Оболонь (станция метро)
«Оболо́нь» (укр. Оболо́нь,  (слушать)о файле) — 21-я станция Киевского метрополитена. Расположена в Оболонском районе и на Оболонско-Теремковской линии, между станциями «Почайна» и «Минская». Открыта 19 декабря 1980 года под названием «Проспект Корнейчука» по проходящему над станцией проспекту, названному в честь украинского советского писателя и общественного деятеля Александра Корнейчука. Нынешнее название от массива, в котором расположена станция — с 19 октября 1990 года. Пассажиропоток — 40,4 тысяч человек/сутки.

## Конструкция
Станция мелкого заложения. Имеет подземный зал с островной посадочной платформой. Своды зала опираются на два ряда колонн. Имеет два выхода в подземные переходы с павильонами из лёгких конструкций на пересечение Оболонского проспекта и улицы Маршала Малиновского. Несколько лет назад западный выход подземного перехода, расположенного на южной стороне станции, был соединён со входом в торговый комплекс.

## Оформление
В поисках объемно-пространственного решения станции архитекторы стремились создать гармонию между метро и окружающей средой: в поисках средств организации пространства они как бы продолжили наземную магистраль современного города в подземную. Ряды шестигранных колонн зала создают общее впечатление широкого светлого проспекта.
Над колоннами находятся несущие балки, на которых расположено закарнизное и открытое освещение и декоративные орнаментальные пластиковые решётки. Путевые стены станции оформлены фризами на темы театра, литературы и искусства (так как станция была изначально названа в честь писателя и драматурга Александра Корнейчука). Дополняют художественное оформление ряды шестигранных колонн из серо-голубого и розового мрамора. Пол облицован полированными светло-серыми и чёрными плитами.

## Изображения

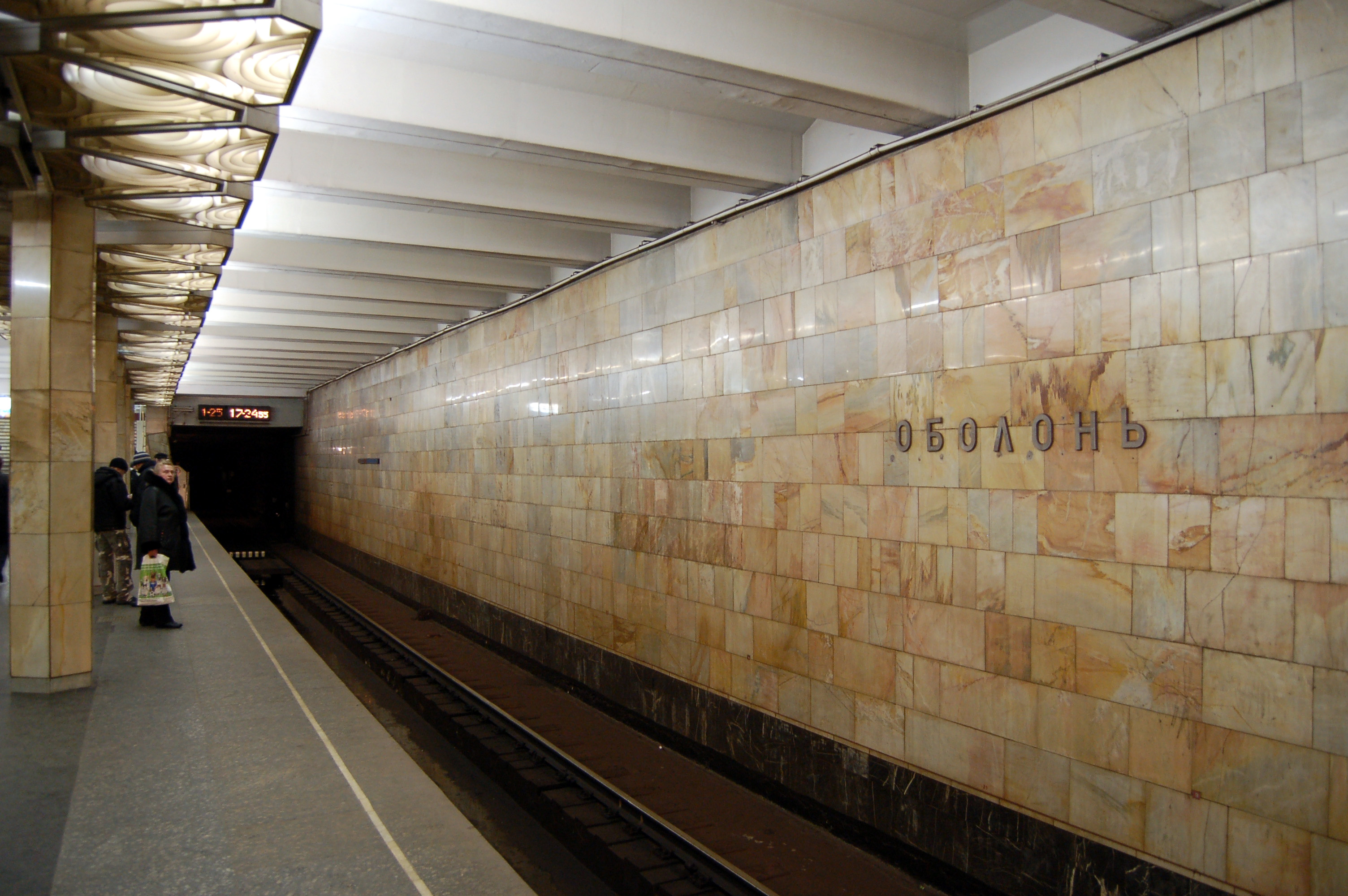
Название станции на путевой стене
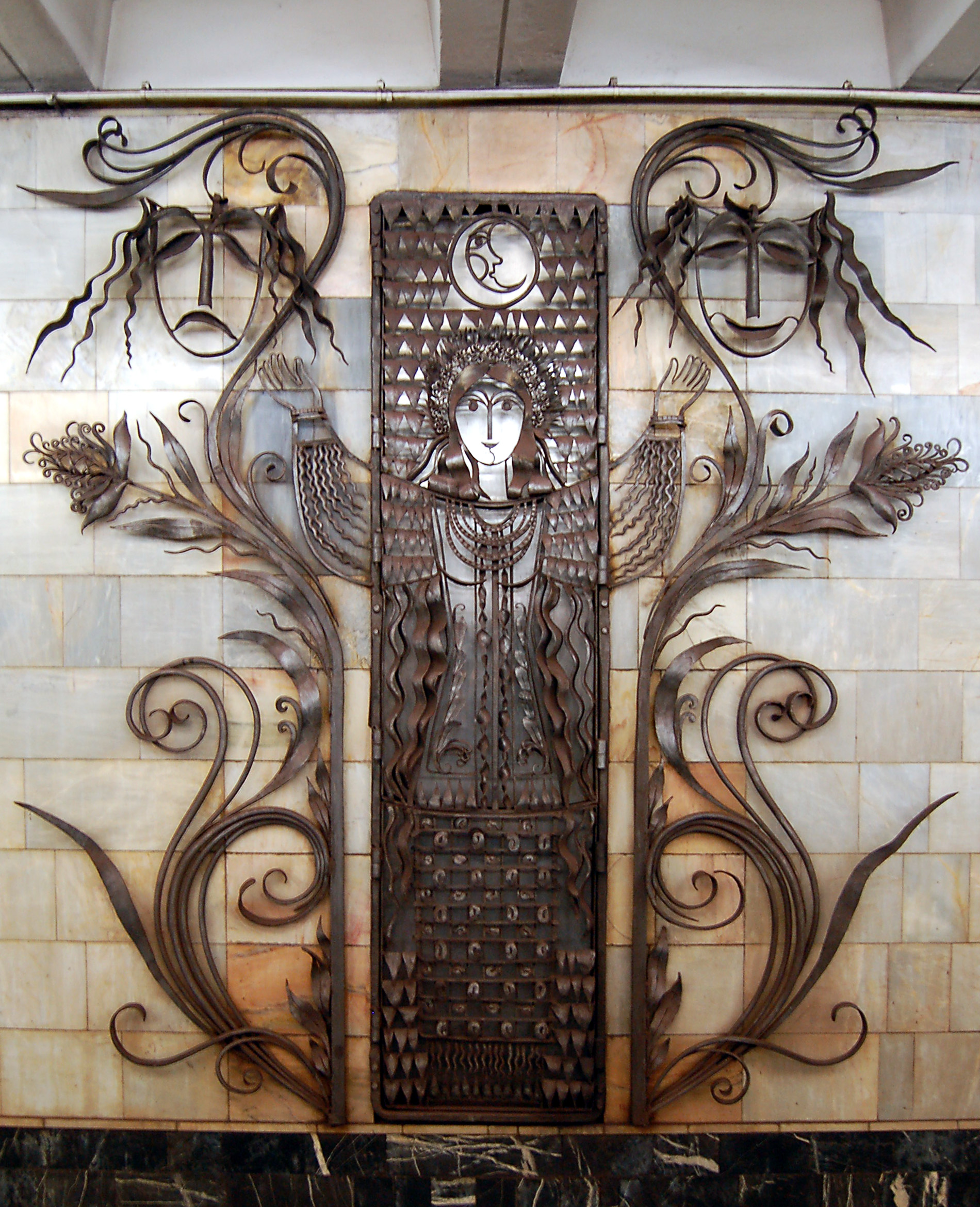
Кованая композиция на путевой стене
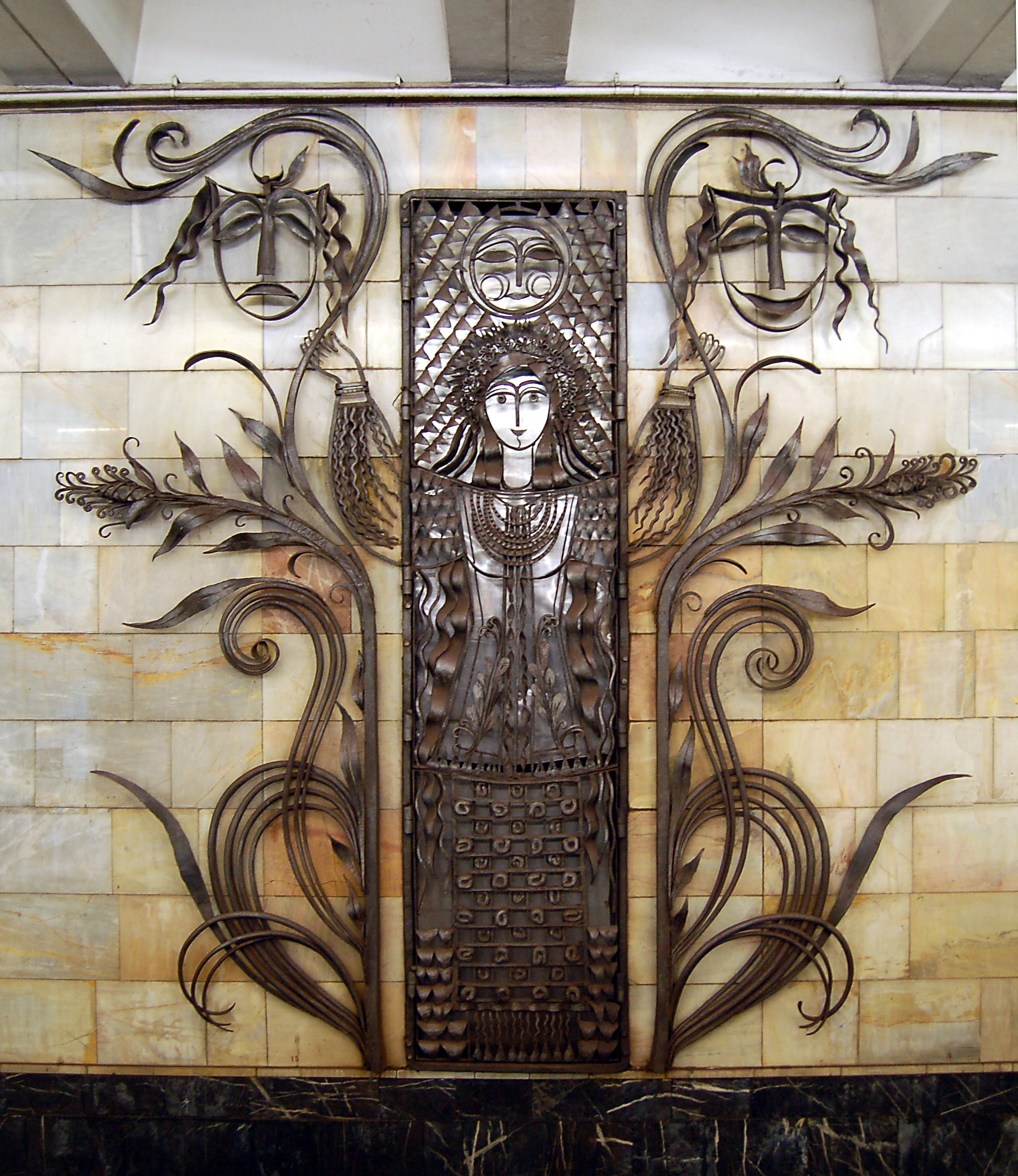
Кованая композиция на путевой стене
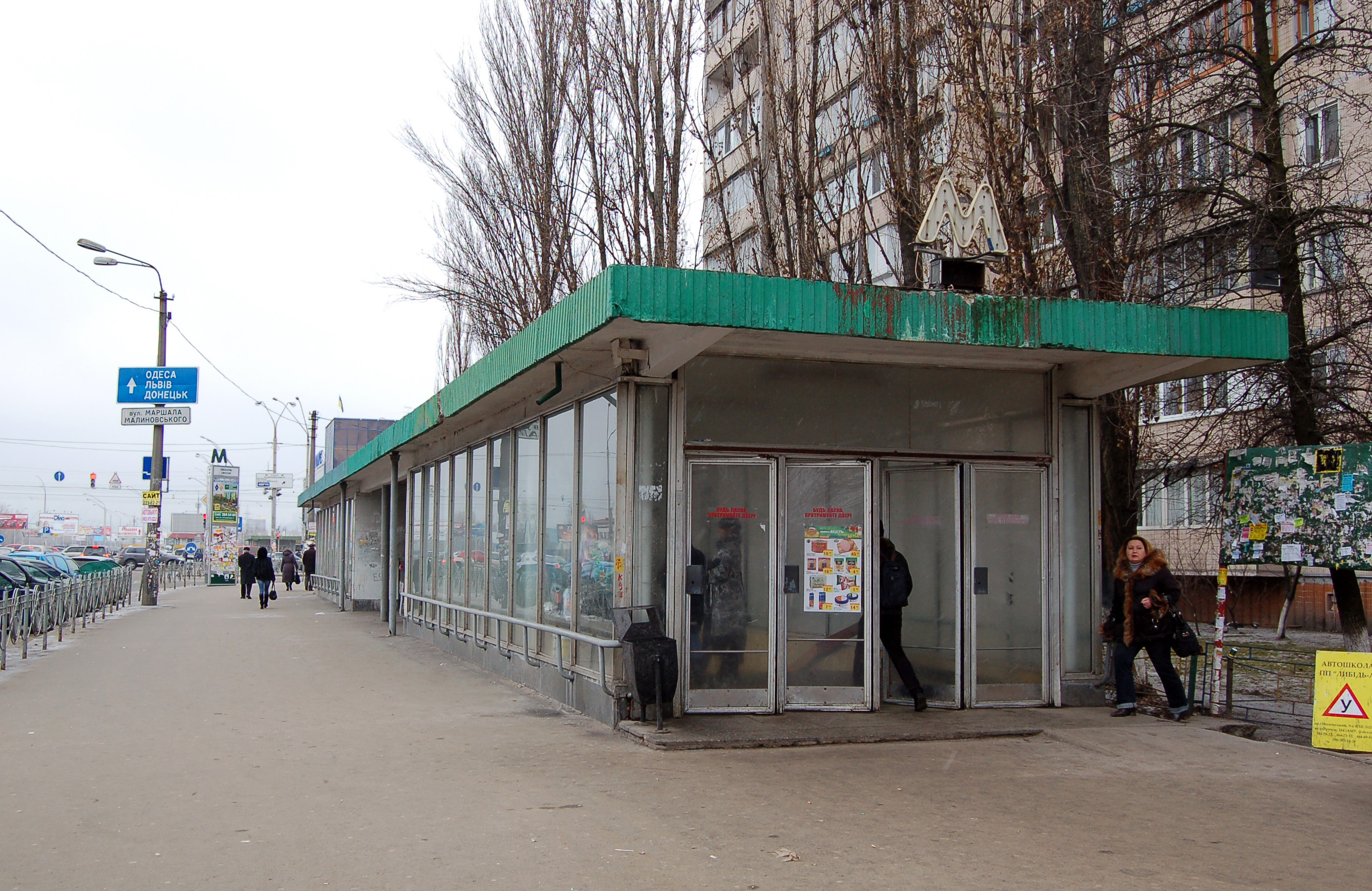
Вход на станцию
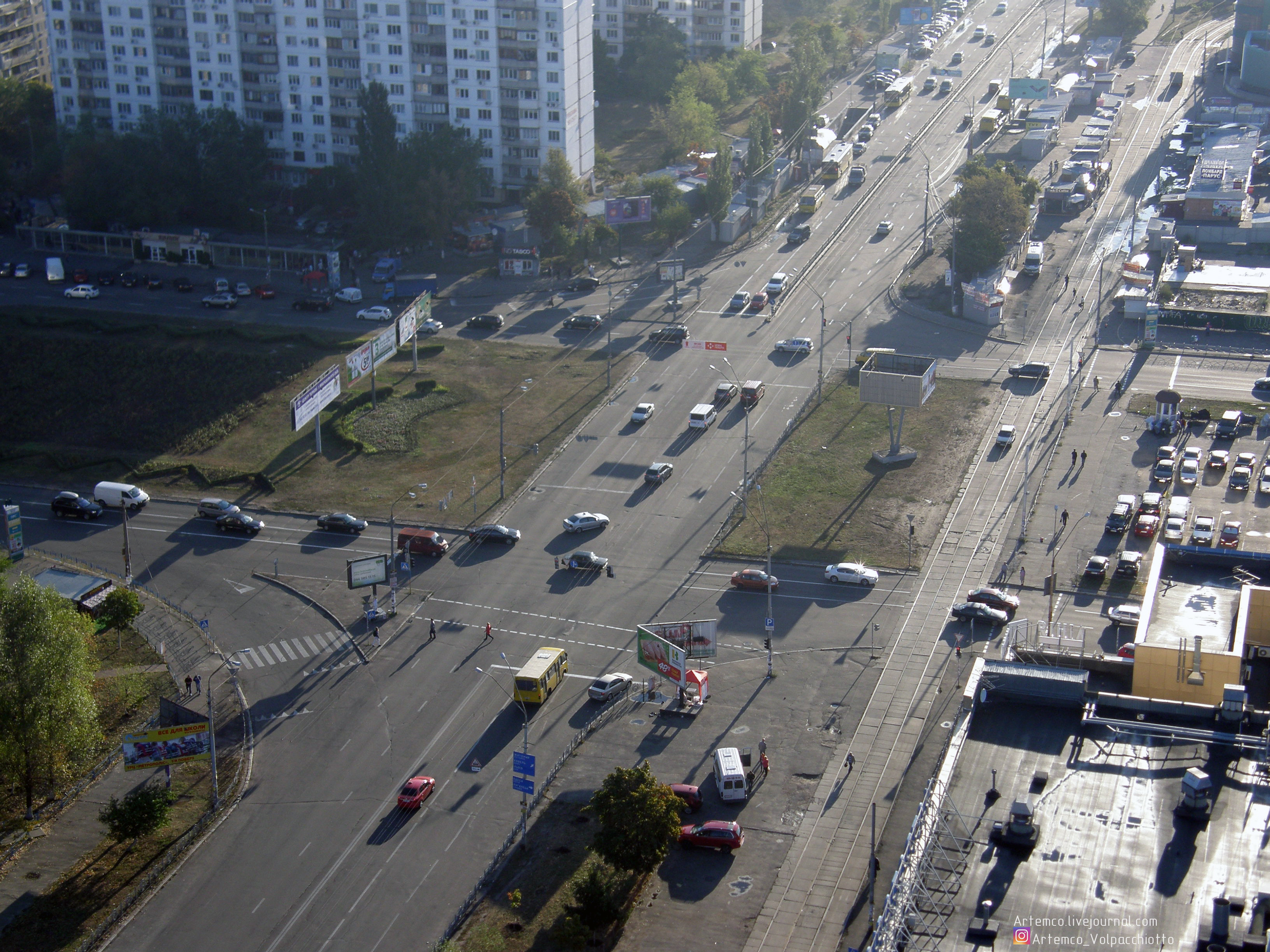
перекрёсток над станцией
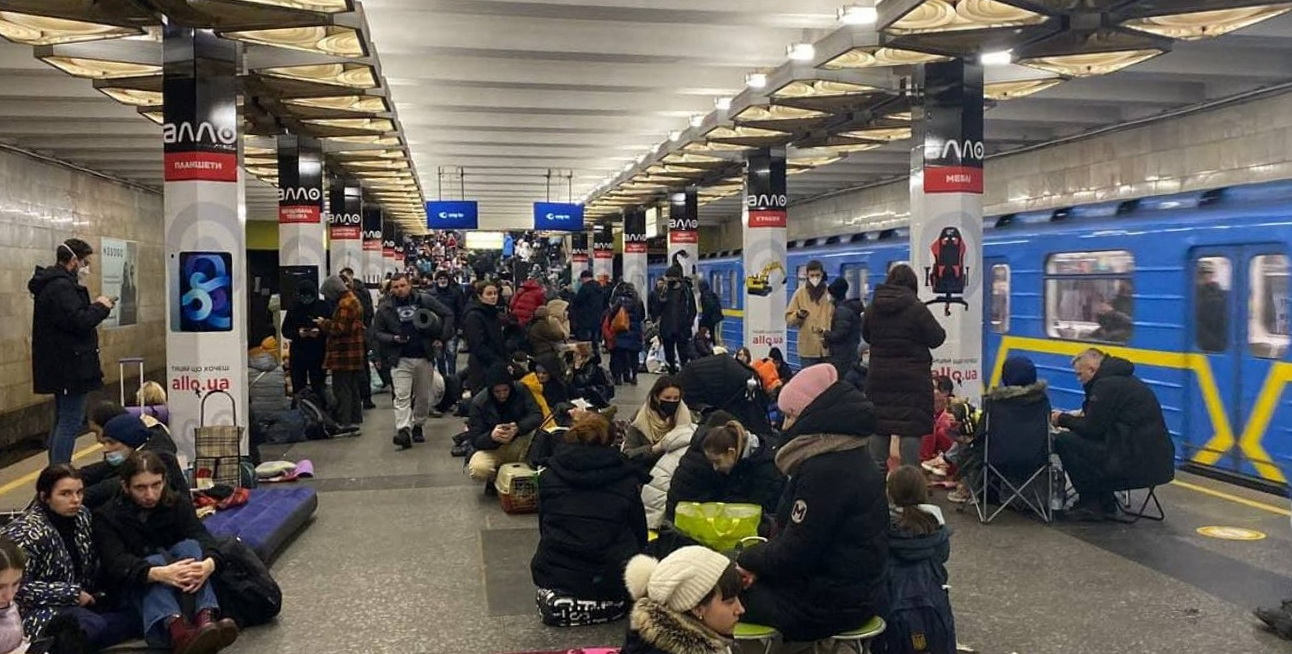
Станция «Оболонь», превращенная в бомбоубежище во время вторжения России на Украину

## Режим работы
Открытие — 5:35, закрытие — 0:06
Отправление первого поезда в направлении:

ст. «Героев Днепра» — 5:58

ст. «Выставочный центр» — 5:36
Отправление последнего поезда в направлении:

ст. «Героев Днепра» — 0:29

ст. «Выставочный центр» — 0:09